# Маноло Гонсалес
Маноло Гонсалес (ісп. Manolo González, нар. 14 січня 1979) — іспанський футбольний тренер, який з 2024 року очолює тренерський штаб команди «Еспаньйол».

## Ігрова кар'єра
Маноло Гонсалес народився у Фольгосо-де-Каурель у Галісії, і переїхав до Барселони у віці 3 років, а займатися футболом розпочав у Коледжі Далві у віці 8 років. Наступного року він перейшов до клубу «Мартіненк», і провів рік у клубі «Сан-Габріель», перш ніж дебютувати в основній команді. Згодом Гонсалес грав за «Граменет Б», «Сантбоя» та «Монтаньєса», в якому отримав серйозну травму коліна. Пізніше футболіст підписав контракт з «Побле Сек», але був змушений завершити кар'єру футболіста.

## Тренерська кар'єра
Маноло Гонсалес розпочав тренерську кар'єру в 16 років, очоливши юнацьку команду клубу «Мартіненк». Згодом він працював з юнацькими командами клубую «Сан-Габріель» кількох різних вікових категорій, а також працював водієм міського автобуса.
У 2005 році Гонсалес став головним тренером юнацької команди клубу «Бадалона», та очолював її протягом 7 років до 2012 року. 25 травня 2012 року Гонсалеса призначили головним тренером першої команди клубу «Монтаньеса» з Терсери.
20 червня 2014 року, після того, як «Монтаньєса» не пройшла до плей-оф, Гонсалес повернувся до клубу «Бадалона», тепер уже як головний тренер першої команди клубу в Сегунда Дивізіон Б; 3 липня його представили в клубі. 7 травня 2015 року, після того, як клуб посів п'яте місце в чемпіонаті, тренер продовжив свій контракт до 2018 року.
31 травня 2018 року Гонсалес покинув «Бадалону», щоб очолити клуб третього дивізіону «Ебро». Незважаючи на те, що він вивів клуб до 1/16 фіналу Кубка Іспанії, та посів 9-е місце в лізі, тренер пішов з клубу за взаємною згодою 23 травня 2019 року.
7 жовтня 2019 року Гонсалес повернувся до «Бадалони», замінивши звільненого Хуанму Понса. Він поновив контракт з клубом ще на рік 20 травня наступного року, але пішов з «Бадалони» 26 травня 2021 року, відмовившись від нової угоди.
8 червня 2021 року Гонсалеса було призначено головним тренером команди «Пенья Депортіва» в новоствореному дивізіоні Сегунда Федерасьйон. 31 травня 2023 року, після невиходу до двох плей-оф поспіль, він покинув клуб, та 3 липня очолив другу команду клубу «Еспаньйол», яка також грала в цій лізі.
12 березня 2024 року Гонсалеса було призначено головним тренером першої команди клубу «Еспаньйол», який грав у Сегунді, замість Луїса Мігеля Раміса. Перший матч на новій посаді тренер провів за 5 днів, у якому команда здобула виїзну перемогу над клубом «Реал Сарагоса».
Маноло Гонсалес з першої спроби вивів «Еспаньйол» до Ла-Ліги, здобувши перемогу над «Реал Ов'єдо» у фіналі плей-оф.